# Masterpieces: 1991–2002
Masterpieces: 1991–2002 – szósty album zespołu Mustard Plug. Album zawiera największe hity tej grupy w nowych aranżacjach.

## Lista nagrań
1. "Beer (Song)" z płyty Evildoers Beware!
2. "Not Enough" z płyty Yellow No. 5
3. "Someday, Right Now" z płyty Pray for Mojo
4. "Mr. Smiley" z płyty Big Daddy Multitude
5. "Lolita" z płyty Pray for Mojo
6. "Go" z płyty Evildoers Beware!
7. "Just A Minute" z płyty Yellow #5
8. "Throw A Bomb" z płyty Pray for Mojo
9. "You" z płyty Evildoers Beware!
10. "Brain On Ska" z płyty Skapocalypse Now!
11. "In Your Face" z płyty Yellow #5
12. "Everything Girl"z płyty Pray for Mojo
13. "Box" z płyty Evildoers Beware!
14. "Yesterday" z płyty Pray for Mojo
15. "Skank By Numbers" z płyty Big Daddy Multitude
16. "Safe" z płyty Yellow #5
17. "Mendoza" z płyty Evildoers Beware!
18. "We're Gunna Take On The World" z płyty Pray for Mojo
19. "Thigh High Nylons" z płyty Big Daddy Multitude

### Bonus
Dodatkowo na tej płycie znalazły się dwa teledyski.
- You
- Everything Girl